# Пальмовий серпокрилець
Пальмовий серпокрилець (Cypsiurus) — рід серпокрильцеподібних птахів родини серпокрильцевих (Apodidae). Представники цього роду мешкають в Азії і Африці.

## Види
Виділяють три види:
- Серпокрилець пальмовий (Cypsiurus parvus)
- Серпокрилець мадагаскарський (Cypsiurus gracilis)[6][7]
- Серпокрилець південноазійський (Cypsiurus balasiensis)

## Етимологія
Наукова назва роду Cypsiurus походить від сполучення слів дав.-гр. κυψελος — ластівка і ουρα — хвіст.